# ناصر عبدالهادی
ناصر عبدالهادی (انگلیسی: Nasser Abdulhadi؛ زادهٔ ۱۶ دسامبر ۱۹۸۹) بازیکن فوتبال اهل امارات متحده عربی است.